# Ben Agathangelou
Panayiotis "Ben" Agathangelou, född 4 november 1971 i London i England, är en brittisk-cypriotisk ingenjör som arbetar som chef för aerodynamik för det amerikanska F1-stallet Haas F1 Team.
Han avlade examen i flyg- och rymdteknik vid University of Southampton. Efter studierna började han 1994 arbeta för McLaren med att analysera aerodynamik, han var kvar där tre år innan han flyttade till Tyrrell. I april 1998 fick han en anställning som chef för aerodynamik hos biltillverkaren Honda när de tänkte göra en F1-satsning men F1-bilen, som de skulle använda, slutfördes dock aldrig på grund av att initiativtagaren till F1-satsningen, Harvey Postlethwaite avled. Året efter utsågs Agathangelou till chef för aerodynamik hos Benetton Formula. 2002 flyttade han vidare till Jaguar Racing med liknande arbetsuppgifter. I november 2004 köpte energidryckstillverkaren Red Bull GmbH Jaguars F1-stall från biltillverkaren Ford Motor Company och ändrade namnet till Red Bull Racing. 2007 lämnade han Red Bull och tog en anställning hos formelbiltillverkaren Dallara. 2010 återvände Agathangelou till F1 och tog ett arbete hos Hispania Racing men det varade bara till 2012 på grund av att stallet upplöstes. Han flyttade då till Scuderia Ferrari och 2015 tog Haas över honom via ett samarbete mellan stallen.